# Larry Willis
Lawrence Elliott Willis (20 décembre 1942 - 29 septembre 2019) est un pianiste et compositeur de jazz américain. 